# Dan Edward Garvey
Dan Edward Garvey (Vicksburg, 19 giugno 1886 – Tucson, 5 febbraio 1974) è stato un politico statunitense.
È stato il governatore dell'Arizona dal maggio 1948 al gennaio 1951. Rappresentante del Partito Democratico, è stato inoltre Segretario di Stato dell'Arizona dal novembre 1942 al maggio 1948 con Sidney Preston Osborn governatore.